# Q太郎
《小鬼Q太郎》是藤子不二雄（即藤子·F·不二雄與藤子不二雄A的合著）筆下著名日本漫畫作品。而1965年至1967年期間，日本著名漫畫家石森章太郎亦曾參與部分角色的作畫。
此部漫畫首次於1963年登場，並在1964年正式開始連載于《週刊少年Sunday》上。自1964年起至1966年之間，此漫畫一直不斷發表。其後1971年，以《新小鬼Q太郎》之名繼續連載，並直至1974年為止。其後，亦有少數短篇發表。
在1965年至1967年、1971年至1972年、1985年至1987年這三段期間，此漫畫亦曾改編成電視動畫並先後在TBS系、日本電視系和朝日電視系播出。

## 劇情簡介
故事中，正太有次無意間拾到了一隻很大的蛋。蛋竟然孵出了一隻“小鬼”，名字叫Q太郎。從此，這些小鬼就住在正太的家裏，並展開一段人與小鬼之間幽默溢出的趣劇。

## 角色

### 小鬼
Q太郎
【第1作】配音：曽我町子（日本）；不明〈RTV〉（香港）
【第2作】配音：堀絢子（日本）；黃韻詩（1977年）→周婉侶（1979-1980年）〈TVB〉（香港）
【第3作】配音：天地総子（日本）；周婉侶（1986年-?）→盧素娟（1987年）〈TVB〉（香港）
【童話王國／天方夜譚】配音：鈴木みえ（日本）；不明（1993年・叮噹版）〈歷紹行〉／周文瑛（2006年・多啦A夢版）〈TVB〉（香港）；李映淑（1990年代・小叮噹版）〈新潮社〉／楊凱凱（2000年代・哆啦A夢版）〈佳鑫〉（台灣）
故事的主角。一隻小鬼，壽命有500年。只愛吃（當他胃口不佳時還可吃20碗飯）、睡、玩，但很怕狗，頭腦愚笨。Q太郎的白色外表其實只是一件衣服，而其真身從未被人所見。頭頂本來有十根毛髮，後來變成只有三根。Q太郎只可以飛行（每次可以飛50公里而已）、隱形和變成一隻鞋，能力遜於一般的小鬼。同時，Q太郎認為自己也能變成一個饅頭，但其實只不過是捲着身子而已（詳見短篇漫畫《美國小鬼》）。Q太郎曾經向他的爸爸解釋，他來到人類世界是因為他也希望變成一個“人”。根據漫畫表述，Q太郎的生日是1964年2月28日。
Q太郎的角色形象甚至在華人地區成了「鬼魂」的Q版形象，例如在電影《濟公》中，周星馳飾演的「濟公」露出真身「降龍羅漢」時被叫成鬼，於是又說了一句「鬼是長這樣的！」又變成了Q太郎的樣子。
杜龍
【第1作】配音：喜多道枝（日本）；不明〈RTV〉（香港）
【第2作】配音：山本嘉子（日本）；曾慶珏〈TVB〉（香港）
【第3作】配音：白石冬美（日本）；曾慶珏〈TVB〉（香港）
來自美國的小鬼，寄居於神成伯伯家。雖然他時常和Q太郎鬥氣，但其實杜龍內心空虛、而且心地亦十分善良（詳見短篇漫畫《孤獨的杜龍》）。憑著他胸口上那顆星星的力量，杜龍可以化身為任何東西，又曾揚言他的爺爺是柔道三段。杜龍最怕醬汁（即是日本的味噌）和紅蘿蔔。他亦曾經揚言要娶Q太郎的妹妹P女為妻。根據漫畫表述，杜龍的生日是3月27日。
P子
【第1作】配音：水垣洋子（日本）；不明〈RTV〉（香港）
【第2作】配音：沢田和子（日本）；不明〈TVB〉（香港）
【第3作】配音：三田ゆう子（日本）；不明〈TVB〉（香港）
Q太郎的妹妹。從小鬼國來到了人類世界“留學”，在尤佳莉家裏借宿。能力比Q太郎優秀許多。
O次郎
【第2作】配音：高坂真琴→桂玲子（日本）；不明〈TVB〉（香港）
【第3作】配音：横沢啓子（日本）；黃麗芳〈TVB〉（香港）
Q太郎的弟弟，是一個小寶寶。當Q太郎回去“小鬼國”、再次返回人類世界時，O次郎也一同來臨了。O次郎變身技術了得，又能靈活運用手指。O次郎常常惦念著他的哥哥Q太郎。其口頭禪是「拔忌甩打」（バケラッタ），亦是他唯一一句懂得說的說話。
U子
【第2作】配音：丸山裕子→桂玲子（日本）；樂蔚〈TVB〉（香港）
【第3作】配音：増山江威子（日本）；不明〈TVB〉（香港）
因憧憬人類世界而來，寄居於小芳家的小鬼。U子喜歡柔道。性格粗暴。不喜歡做家務。差不多每次見到Q太郎都會把他摔一跤。
X藏
Q太郎的爸爸。外表與Q太郎相似，但有四根毛发。
Z子
Q太郎的媽媽
Y助
Q太郎的叔父
Q助
Q太郎的祖父

### 人類
大原正太
【第1作】配音：田上和枝（日本）；不明〈RTV〉（香港）
【第2作】配音：太田淑子（日本）；不明〈TVB〉（香港）
【第3作】配音：三輪勝恵（日本）；方煥蘭〈TVB〉（香港）
Q太郎的宿主。小學生。成績屬中下游。膽小鬼。有一次他和朋友們在竹林中玩忍者遊戲，無意中發現了Q太郎的蛋。本初正太十分抗拒這隻自來的小鬼，但後來卻逐漸容納了他，並力求讓他留住在家中，最後更成為形影不離的好友。
大原伸一
【第1作】配音：野沢雅子（日本）；不明〈RTV〉（香港）
【第2作】配音：白川澄子（日本）；不明〈TVB〉（香港）
【第3作】配音：水島裕（日本）；馮錦堂〈TVB〉（香港）
正太之兄，中學生，性格認真成績良好，和弟弟偶有不合，喜歡聽搖滾樂。對女同學河合伊奈子有好感。
神成雷蔵
【第1作】配音：野本礼三（日本）；不明〈RTV〉（香港）
【第2作】配音：野本礼三（日本）；不明〈TVB〉（香港）
【第3作】配音：兼本新吾（日本）；源家祥〈TVB〉（香港）
杜龍的宿主，正太的鄰居。杜龍初來的時候，因為時時被他作弄，所以曾經揚言要“消滅這只小鬼”。但經過連番滑稽的鬥爭後，神成伯伯對這個“樣子有趣、讓人吃不消的傢伙”的耐性也感到佩服，於是就把杜龍當孩子看待，留他在家裏了。在漫畫《哆啦A夢》裏，神成被設定為空地旁的居民，但設定上和本作是不同人。
小泉美子
【第1作】配音：向井真理子（日本）；不明〈RTV〉（香港）
【第2作】配音：野村道子（日本）；不明〈TVB〉（香港）
【第3作】配音：室井深雪（日本）；孫明貞〈TVB〉（香港）
正太的同學、心儀對象。小芳是一名高材生，頭上時常縛著絲帶。
博士
【第1作】配音：麻生みつ子（日本）；不明〈RTV〉（香港）
【第2作】配音：白川澄子（日本）；不明〈TVB〉（香港）
【第3作】配音：肝付兼太、龍田直樹〈代配〉（日本）；黃健強〈TVB〉（香港）
正太的同學。樣貌蒼老，身材短小，明顯脫髮，喜歡讀書，平時穿著肥大的衣服。他的眉毛是日文“ハ”，左眼是“カ”，右眼是“セ”，樣子趣怪。和頑固的爺爺兩個人一起生活。
西鄉強
【第1作】配音：肝付兼太（日本）；不明〈RTV〉（香港）
【第2作】配音：肝付兼太（日本）；不明〈TVB〉（香港）
【第3作】配音：竹村拓、龍田直樹〈代配〉（日本）；馮志潤〈TVB〉（香港）
【朝日ソノラマ刊行のソノシート「オバケのQ太郎2」】配音：海野かつを（日本）
正太的同學，酒屋的兒子。性格強硬蠻橫，為《哆啦A夢》胖虎的參考原型之一。
木佐木竿
正太的同學。家裡有錢。個性較為自大，和後作《哆啦A夢》同名人物木佐及小夫相似。
河合尤佳莉
P女的宿主，為中學女生。於動畫版為大原伸一的夢中情人。然於漫畫版則與一個男同學岩見互生情愫。
小池
常常吃速食麵的街坊，動畫繪圖員。已婚。妻子極擅長烹調。育有兩名孩子。Q太郎經常會穿過他家到其他地方去。
大原正助
正太的爸爸，普通白領。電視動畫版中，他被稱為“正太郎”，並在擔任科長的職位。
大原節子
【第1作】配音：北浜晴子（日本）；不明〈RTV〉（香港）
【第2作】配音：北浜晴子（日本）；不明〈TVB〉（香港）
【第3作】配音：塚田恵美子（日本）；姚天麗〈TVB〉（香港）
正太的媽媽，家庭主婦。雖時常為了Q太郎的胃口而擔憂財政赤字，但亦視Q太郎為己出。

## 1966年《小鬼Q太郎》結局
Q太郎來到正太家三年後，終於下定決心要離開到外面闖一闖，於是就留下了以下的一封信給正太一家人：

|  | 我很早就在考慮了，我對世界上的事什麼都不知道。近來越來越覺得難為情…正太、哥哥、爸爸和媽媽都是好人，但我不能老是受你們照顧的…我想在廣闊的世界中飛翔，學習更多更多的東西。多謝這麼長時間的照顧。祝你們健康！再見！ |

正太一家人讀完這封信後，以為Q太郎不辭而別了，便與杜龍和朋友們一起呼喚Q太郎回來。誰料Q太郎真的回來，交代一切，然後留下續篇（《新小鬼Q太郎》）的伏筆，說了一句：“我以後還回來玩的”，就飛走了。之後在《新小鬼Q太郎》第一集中，他帶著弟弟再度回到正太家來。

## 1973年的結局
1973年，在《Big Comic》雜誌上刊出，標題是《劇畫．Q太郎》（劇画．オバQ）。內容是15年後，正太已是25歲的上班族，此時Q太郎重回人類世界，與正太重聚。這是一個短篇作品，畫風也刻意接近科幻慢畫，而有別於藤子Ｆ不二雄以往繪畫Q太郎作品。不過在這之後還有1976年於『月刊少年Jump』刊載了一話。

## 絕版之謎
此漫畫本來非常流行於日本的小學生之間，但自1987年藤子不二雄拆夥之後，尤其是藤子·F·不二雄於1996年因病逝世之後，Q太郎的版權問題變得更為複雜。故此，基本上自1998年後便再沒有任何Q太郎的漫畫、動畫、卡通精品和其他周邊產品登場，而在此之前的所有產品亦由此成為“絕版”。在日本，一本Q太郎漫畫甚至可以炒賣至數千至數萬日元不等。
不過自2009年7月開始，小學館發行《藤子．F．不二雄大全集》，也包括小鬼Q太郎。

## 逸聞
- 有言作者之一藤子不二雄Ⓐ的一隻寵物犬名叫“Q太郎”。
- 在漫画“哆啦A夢”的第三十二卷中，Q太郎曾經被胖虎和小夫用機場召喚降落。
- 在漫画“哆啦A夢大長篇──大雄的天方夜譚”中，Q太郎曾經在童話世界的一群鬼怪中出現。
- 在漫画“哆啦A夢”中，野比大雄曾經在商店想買人物商品時，老闆拿出戲仿Q太郎的「小鬼O次郎」的筆記本賣給他，還說是「賣剩下的」，只賣他10日元。

## 遊戲
《オバケのQ太郎 ワンワンパニック》是萬代在1985年12月16日發售的FC遊戲機動作類型遊戲。

## 相關連結
- 劇画．オバQ（页面存档备份，存于）（日語）
- 日本小學館出版社　藤子F不二雄大全集（页面存档备份，存于）（日語）